# Time stretching

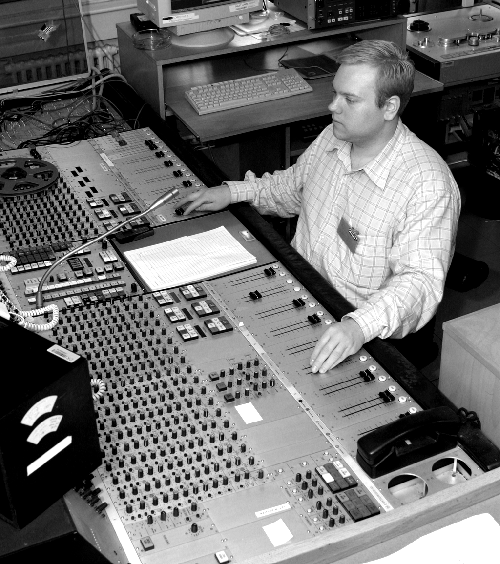
Ingeniero en consola de audio en Danish Broadcasting Corporation

Time stretching es el proceso por medio del cual se cambia la velocidad o duración de una señal de audio sin afectar a su altura o pitch. Pitch shifting sería el efecto inverso: el proceso de cambiar la altura sin afectar a la velocidad. También existen métodos más avanzados para cambiar la velocidad, la altura, o ambos a la vez, en función del tiempo.
Estos procesos son utilizados, por ejemplo, para hacer coincidir la altura y el tempo de dos muestras musicales pregrabadas o samples y así mezclarlas, todo ello cuando esos clips no pueden ser reinterpretados o resampleados. También se utilizan para generar efectos como el incremento o disminución del rango de un instrumento (por ejemplo, rebajando una guitarra una octava).